# مارتین لانگ
مارتین لانگ (انگلیسی: Martin Lanig؛ زادهٔ ۱۱ ژوئیهٔ ۱۹۸۴) بازیکن فوتبال اهل آلمان است.
از باشگاه‌هایی که در آن بازی کرده‌است می‌توان به باشگاه فوتبال کلن، باشگاه فوتبال گروتر فورث، باشگاه فوتبال آینتراخت فرانکفورت، باشگاه فوتبال نورنبرگ، باشگاه فوتبال آپوئل، باشگاه فوتبال اشتوتگارت، و باشگاه فوتبال هوفنهایم اشاره کرد.